# 黄华坤
黄华坤，原名黄腾新，1966年生于福建省南安市罗东镇，现任深圳市左右家私有限公司董事长、深圳市家具行业协会会长。

## 生平
- 1966年生于福建省南安市罗东镇；
- 1991年，黄华坤第二次创业，在深圳蔡屋围村建立丽日家私厂[13]；
- 1995年，黄华坤注册"左右"品牌商标[13][14]；
- 2001年，黄华坤注册成立深圳市左右家私有限公司[13][14]。

## 言論
在2015年举行的首届中国家居建材品牌发展论坛上。黄华坤表示，企业存在的不单只是为了赚钱，以及赚了钱如何去花钱，更重要是为社会和人民创造共同的幸福生活。
2012年，黄华坤与赵龙二人合著的《左右幸福的力量》出版发售，在书中，黄华坤认为企业的追求是“打造幸福企业，成就幸福员工，让更多人过上幸福的生活”。